# Kara Monaco
Kara Monaco (Lakeland, Florida, 26 de febrero de 1983) es una modelo estadounidense que fue playmate de junio de 2005 de la revista Playboy y fue elegida por los lectores como Playmate de Año 2006. Además de su aparición en la revista también lo hizo en varios videos playboy y ediciones especiales de la revista.